# Impaler (englische Band)
Impaler war eine englische Death-Metal-Band aus Leamington Spa, die im Jahr 1988 unter dem Namen Carnage gegründet wurde und sich ca. 1992 wieder auflöste. Die Band spielte in ihrer Karriere zusammen mit Gruppen wie Benediction, Carcass und Cancer.

## Geschichte
Die Band wurde im Jahr 1988 unter dem Namen Carnage gegründet. Nachdem die Band ein paar Demos unter diesem Namen veröffentlicht hatte, änderte die Band 1991 ihren Namen in Impaler, da sie einen Vertrag bei Deaf Records unterzeichnet hatte. Im Jahr 1992 erschien unter dem Namen Impaler das Album Charnel Deity. Die Gruppe bestand hierbei aus dem Bassisten und Gitarristen Chris Drew, dem Schlagzeuger Nick Adams, dem Gitarristen Paul Mariotti und dem Sänger Edd. Die Aufnahmen hierfür fanden im Mables Hut in Leamington Spa statt, während es in den Rhythm Studios in Feckenham abgemischt wurde. Danach löste sich die Band auf.

## Stil
Die Band spielt klassischen Death Metal, mit gutturalem Gesang und abrupten Tempowechseln. Die Musik ist vergleichbar mit den Werken von Morbid Angel, Pestilence, Death, Obituary oder Possessed.

## Diskografie
als Carnage
- 1990: Total Carnage (Demo, Eigenveröffentlichung)
- 1991: Impaler of Souls (Demo, Eigenveröffentlichung)

als Impaler
- 1992: Charnel Deity (Album, Deaf Records)